# Stauropus fagi
Вилохвіст буковий (лат. Stauropus fagi) — нічний метелик з сімейства зубницеві.

## Опис

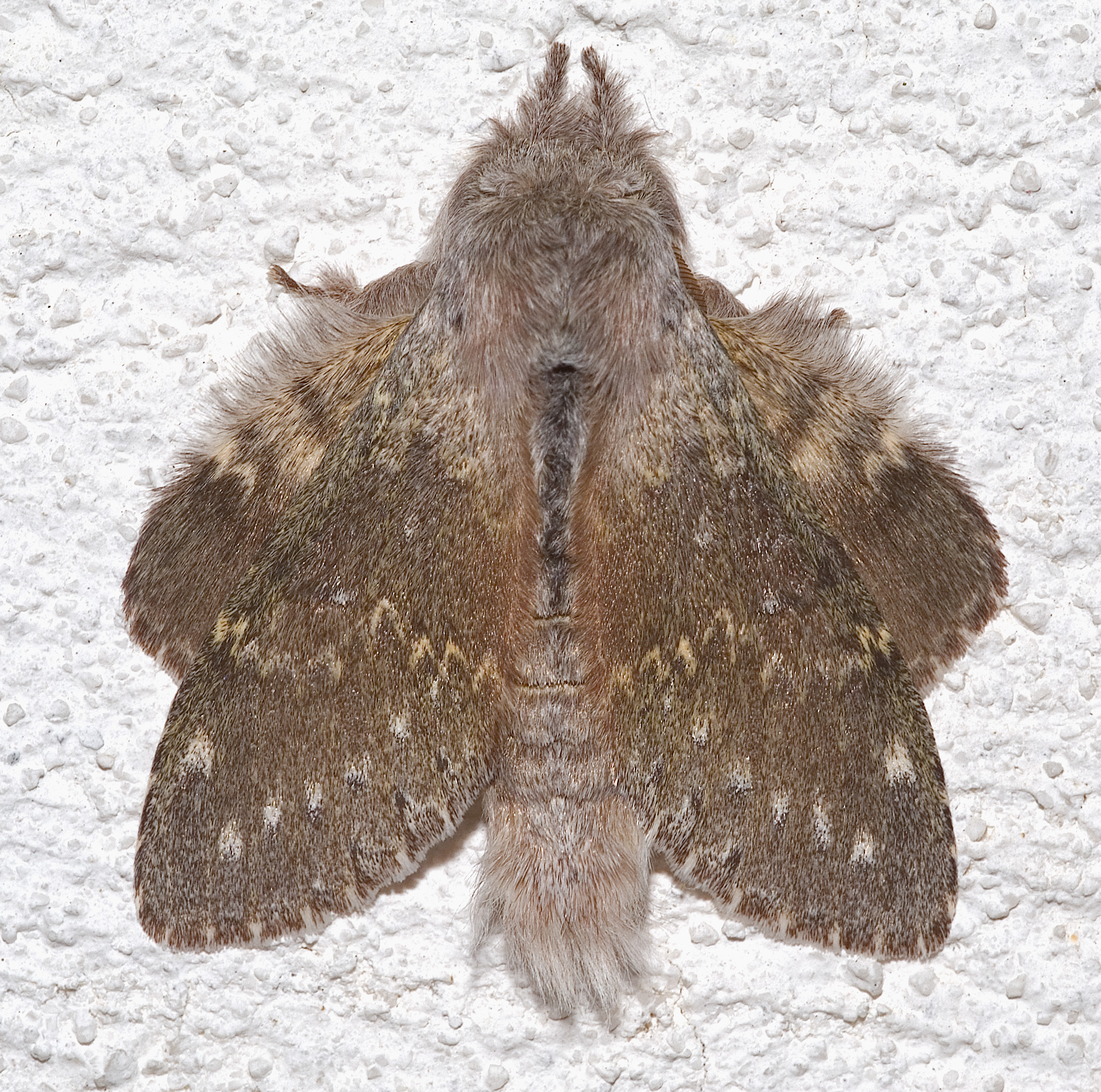
Метелик у позі спокою

Довжина переднього крила метелика — 25-35 мм. Розмах крил — 45-70 мм. Передні крила буро-сірого забарвлення, перед їх зовнішнім краєм розташовується ряд темних плям. У серединній частині крила проходить білувата зигзагоподібна смуга. Задні крила сіро-бурого забарвлення. На задніх крилах є велика чотирикутна пляма. У метелика, що сидить у спокої, задні крила видно з-за передніх країв передніх. Вусики самців гребінчасті, з ниткоподібними вершинами.

## Ареал та місцепроживання
Євразійський лісовий вид, що населяє зону листяних лісів Європи та Азії. У горах вид піднімається на висоти до 1500 м-коду . Віддає перевагу теплим ділянкам, літає в букових лісах, на просіках і узліссях листяних і змішаних лісів. Розвивається в одному, зрідка у двох поколіннях. Метелики літають з кінця квітня, травня до початку липня. Друге покоління може відзначатися у серпні.
Ареал виду охоплює Середню та Південну Європу, Японію. Країни та регіони, в яких вид присутній: Австрія, Андорра, Білорусія, Бельгія, Болгарія, Боснія і Герцеговина, Британські та Нормандські острови, Угорщина, Німеччина, Греція (материкова частина), Данія (материкова частина), Ірландія, Іспанія (материкова частина ) Сицилія), Латвія, Ліхтенштейн, Литва, Люксембург, Македонія, Молдова, Нідерланди, Норвегія (материкова частина), Польща, Португалія (материкова частина), Румунія, Росія (центральна, східна, північно-західна, південна), Словаччина, Україна, Словенія, Словенія Франція (материкова частина і Корсика), Хорватія, Чехія, Швеція, Швейцарія, Естонія.

## Розмноження

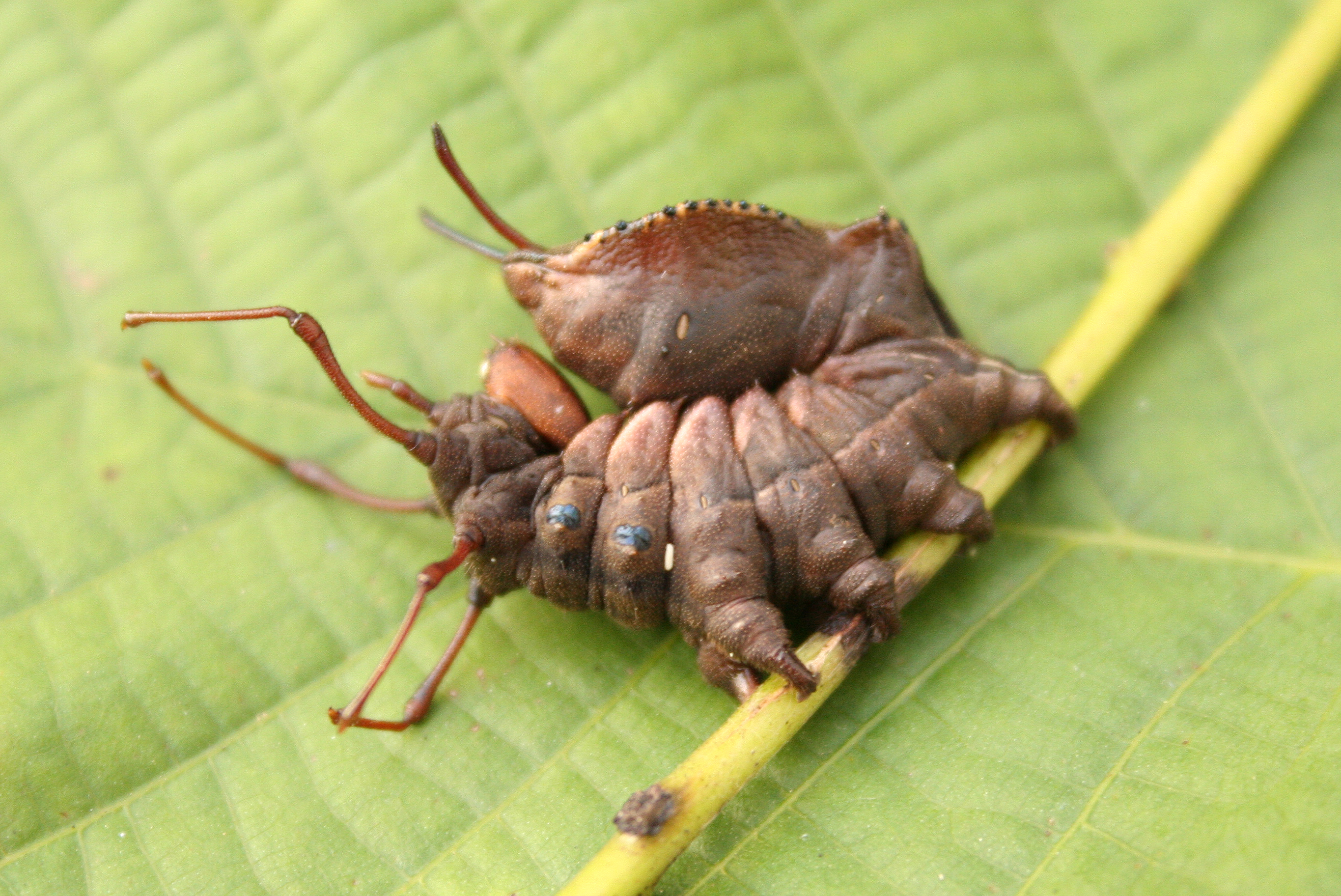
Гусениця в оборонній позі

### Гусениця
Доросла гусениця довжиною 65-70 мм. Гусениця гола. Її забарвлення каштаново-буре, забарвлення голови буре з світлішою облямівкою. Гусениця має дуже химерний вигляд: лапки другої та третьої пар ніг дуже довгі, середні членики спини несуть конічні горбики, два короткі вістря («вилка») на задньому кінці тіла. У позі загрози гусениця піднімає голову та задній кінець тіла вертикально вгору.
Кормові рослини гусениць — бук, дуб, берези, тополя, верба, в'яз і деякі інші дерев'яні та чагарникові листяні породи. Гусениці розвиваються із травня до вересня.

### Лялечка
Лялечка чорного кольору, блискуча. Заляльковується гусениця між листям у нещільному коконі. Зимує на стадії лялечки.